# Кения (коалиция)
«Кения» или «Кенийская коалиция» — коалиция, состоящая из консервативной или христианско-демократической партии, социал-демократической партии и партии зелёных. Самый известный вариант коалиции «Кения» — коалиции партий ХДС/ХСС (нем. CDU/CSU), СДПГ (нем. SPD) и Союз 90/Зелёные (нем. Bündnis 90/Die Grünen).

## История
Термин «Кенийская коалиция» появился во время переговоров о создании правящей коалиции «Ямайка» в Германии в 2017 году. Тогда «Кенийская коалиция» так и не была представлена в парламенте, поскольку ХДС/ХСС и СДПГ в конечном итоге договорились о создании «Гранд-коалиции», предоставляющая им парламентское большинство без Союза 90/Зелёных.
В июне 2018, на фоне споров на тему последствий кризиса с беженцами, вновь обсуждалась вероятность создания такой коалиции.
После выборов в ландтаг Саксонии в 2019 году по итогу переговоров о создании правящей коалиции была сформирована «Кенийская коалиция» из партий ХДС, СДПГ и Союз 90/Зелёные. Аналогичная правящая коалиция была также сформирована в апреле того же года в Саксонии-Анхальт.

## Терминология
Название «Кенийская коалиция» происходит от цветов национального флага Кении. В этом контексте, черный обозначает консервативную или христианско-демократическую партию, красный- социалистическую или социал-демократическую партию, а зелёный- партию зелёных.